# 波埃特里 (喬治亞州)
波埃特里（英語：Poetry）是位於美國喬治亞州查圖加縣的一個非建制地區。該地的面積和人口皆未知。

## 地理
波埃特里的座標為34°17′40″N 85°23′35″W / 34.29444°N 85.39306°W，而該地的平均海拔高度為210米（即689英尺）。